# Sdružení amerických scenáristů
Sdružení amerických scenáristů (anglicky Writers Guild of America, WGA) je kolektivní svaz scenáristů filmového a televizního průmyslu ve Spojených státech.
Je rozdělen na západní a východní část. Východní divize je součástí odborové organizace AFL-CIO. Sdružení má asi 20 000 členů. Svým členům poskytuje také zdravotní a penzijní pojištění a sleduje dodržování autorského práva.
Organizace uděluje Cenu Sdružení amerických scenáristů.